# لیبرتاد لامارکه
لیبرتاد لامارکه (اسپانیایی: Libertad Lamarque‎؛ تلفظ اسپانیایی: [liβerˈtað laˈmarke]؛ ۲۴ نوامبر ۱۹۰۸ – ۱۲ دسامبر ۲۰۰۰) بازیگر و خواننده مشهور اهل آرژانتین و مکزیک بود.
او یکی از خوانندگان معروف دوران طلایی آرژانتین بود و در آمریکای لاتین شهرت به سزایی داشت به نحوی که به او لقب «دلبر آمریکایی‌ها» را داده بودند.
وی بازیگر سریال‌هایی همچون چهره فرشته کوچک بوده‌است.